# مقياس بورتل

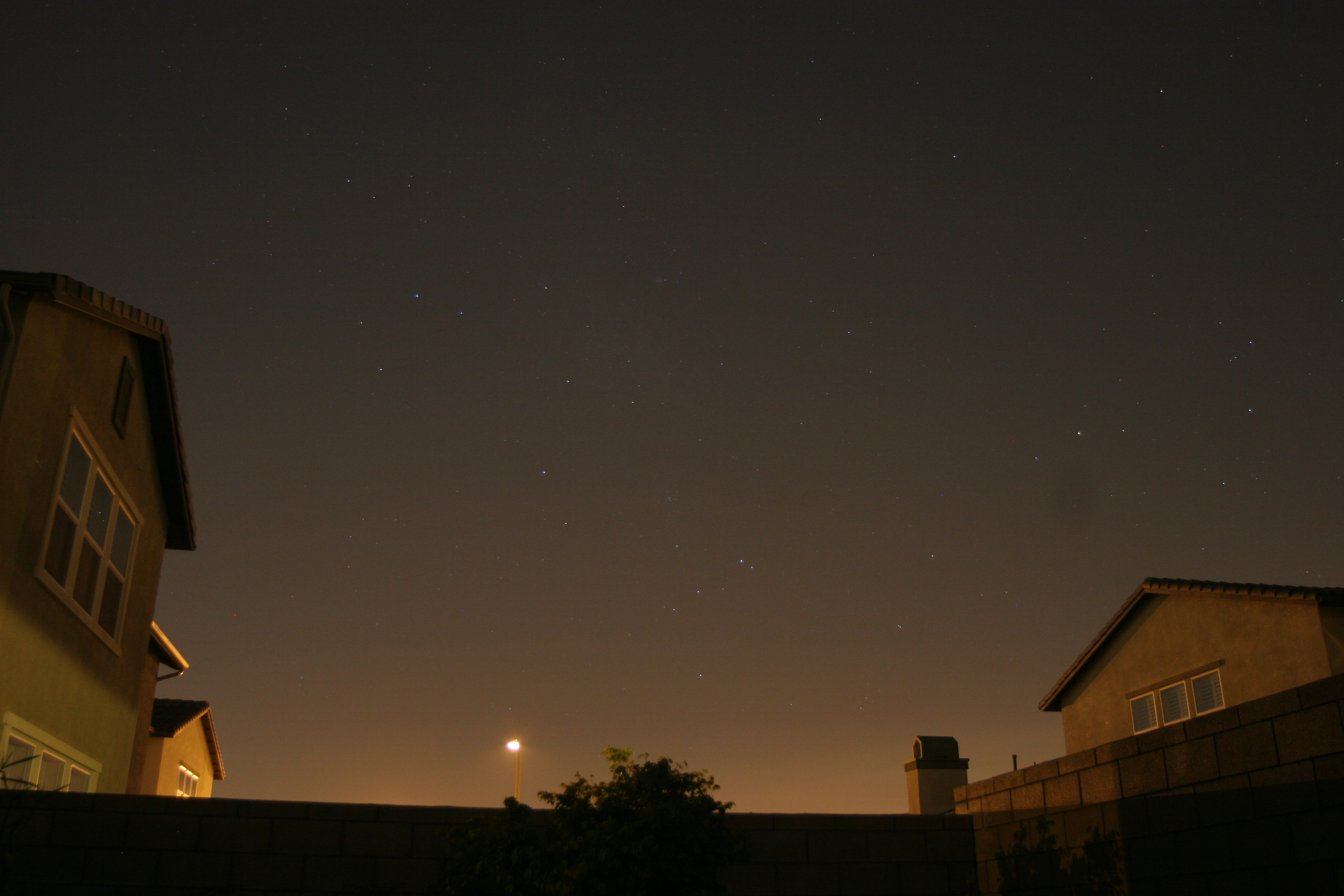

مقياس بورتل سلم عددي من 9 درجات لقياس درجة إضاءة السماء ليلا في مكان محدد. تسمح بتكميم درجة قابلية مراقبة الأجرام السماوية والتشويش الذي يحدث التلوث الضوئي.
أنشأ هذا السلم جون بورتل ونشره في مجلة «Sky & Telescope» عدد فبراير 2001، ويبدأ بشرح درجة السواد ومقياس نقاء سماء الغلاف الجوي. هذا المقياس من بين مقاييس جودة البيئة والمحيط، ويستعمله علماء الفلك والمهتمون بالبيئة والمحافظون عليها وعلى تنوعها.

## الوصف
طالما استعمل المقياس لتقييم درجة نقاء السماء ليلا لمراقبة القدر الظاهري لأقل النجوم رؤية بالعين المجردة.
افتقر هذا القياس لموضوعية وتأثر بالأشخاص المراقبين والوقت الذي يقضونه في البحث عن النجم الباهت. لم يستعمل المقياس الأجهزة الالكترونية للقياس، غير أنه كان عاما وسهل الاستعمال.
| الفئة | العنوان              | الدرجة اللونية | أقل قدر ظاهري للعين المجردة | أقل قدر ظاهري لتلسكوب بقطر 32 سم | الشرح |
| ----- | -------------------- | -------------- | --------------------------- | -------------------------------- | ----- |
| 1     | سماء سوداء ممتازة    | أسود           | 7,6-8,0                     | 19 في أفضل الحالات               | .     |
| 2     | سماء سوداء نمطية     | رمادي          | 7,1-7,5                     | 17 في أفضل الحالات               | .     |
| 3     | سماء « ريفية»        | أزرق           | 6,6-7,0                     | 16 في أفضل الحالات               | .     |
| 4     | تحول ريفية/قبل حضرية | أخضر           | 6,1-6,5                     | 15,5 في أفضل الحالات             | .     |
| 4     | تحول ريفية/قبل حضرية | أصفر           | 6,1-6,5                     | 15,5 في أفضل الحالات             |       |
| 5     | سماء حضرية           | برتقالي        | 5,6-6,0                     | 15 في أفضل الحالات               | .     |
| 6     | سماء حضرية مضاءة     | أحمر           | 5,1-5,5                     | 14,5 في أفضل الحالات             | .     |
| 7     | تحول حضرية/مدينة     | أحمر           | 4,6-5,0                     | 14 في أفضل الحالات               | .     |
| 8     | سماء حضرية           | أبيض           | 4,1-4,5                     | 13,5 في أفضل الحالات             | .     |
| 9     | سماء وسط المدينة     | أبيض           | 4,0 في أفضل الحالات         | 13 في أفضل الحالات               | .     |